# Hicham Zerouali
Hicham Zerouali (Rabat, 17 gennaio 1977 – Rabat, 5 dicembre 2004) è stato un calciatore marocchino, di ruolo attaccante.
In carriera ha giocato con le maglie di FUS Rabat, Aberdeen ed Al-Nassr.
È morto in un incidente stradale a Rabat (Marocco) il 5 dicembre 2004, all'età di 27 anni.
Conosciuto da molti per essere uno dei pochi calciatori a vestire la maglia numero 0.